# Tarache albifusa
Tarache albifusa là một loài bướm đêm thuộc họ Noctuidae. Nó được tìm thấy ở Arizona.
Chiều dài cánh trước là 9.5–11 mm đối với con đực và khoảng 10.5 mm đối với con cái. Con trưởng thành bay từ tháng 6 đến tháng 9.